# Gryfice (stacja kolejowa)
Gryfice – stacja kolejowa w Gryficach, w województwie zachodniopomorskim, w Polsce.

## Ruch pasażerski
| Rok  | Wymiana pasażerska na dobę |
| ---- | -------------------------- |
| 2017 | 300-499                    |
| 2022 | 700-999                    |

W 1882 r. Gryfice uzyskały kolejowe połączenie z Goleniowem i Kołobrzegiem (linia czynna do dziś). 14 lat później (w 1896 r.) otwarto wąskotorową linię kolejową o szerokości 750 mm łączącą Gryfice z Niechorzem i Dargosławiem (przez Brojce). 3 lata później przebudowano ją na 1000 mm. W 1903 r. otwarta została końcowa część linii do Stepnicy. 10 lat później połączono Niechorze (przez Pogorzelicę) z Trzebiatowem i Dargosławiem. Od roku 1991 zamykane są kolejne odcinki gryfickiej sieci kolei wąskotorowej, obecnie czynny jest tylko jeden: Gryfice Wąskotorowe – Pogorzelica Gryficka i jest to jedyna czynna linia wąskotorowa w województwie. Obecnie w Gryficach znajduje się muzeum – skansen ze stałą wystawą, m.in. parowozów.
Orientacyjny czas dojazdu koleją do okolicznych miast (najszybszy): Płoty ≈ 11 minut, Trzebiatów ≈ 14 minut, Kołobrzeg ≈ 38 minut, Szczecin ≈ 1 godzina i 20 minut.
Ruch pasażerski na trasie Kołobrzeg - Szczecin Główny obsługują szynobusy bydgoskiej PESY i hybrydowe zespoły trakcyjne nowosądeckiego Newagu:
- SA103
- SA109
- SA136
- SA139
- EN63H

## Połączenia
- Kołobrzeg
- Szczecin Główny
- Port lotniczy Szczecin-Goleniów